# باربارا بابکوک
باربارا بابکوک (انگلیسی: Barbara Babcock؛ زادهٔ ۲۷ فوریهٔ ۱۹۳۷) یک هنرپیشه اهل ایالات متحده آمریکا است. وی بین سال‌های ۱۹۵۶ تا ۲۰۰۴ میلادی فعالیت می‌کرد.
از فیلم‌ها یا برنامه‌های تلویزیونی که وی در آن نقش داشته است می‌توان به پزشک دهکده (در نقش دوروتی)، دور و دورتر، تنها در خانه ۴: پس گرفتن خانه، طبل را آهسته بزن، با هم خوشبخت، شاهزاده خانم کوارتربک و جاده فرعی اشاره کرد.